# Peeter Pruus
Peeter Pruus (Tartu, 16 de julio de 1989) es un deportista estonio que compite en ciclismo en las modalidades de ruta y montaña (campo a través). Ganó dos medallas en el Campeonato Europeo de Ciclismo de Montaña en Maratón, en los años 2016 y 2019.

## Medallero internacional
| Campeonato Europeo | Campeonato Europeo | Campeonato Europeo | Campeonato Europeo |
| Año                | Lugar              | Medalla            | Competición        |
| ------------------ | ------------------ | ------------------ | ------------------ |
| 2016               | Sigulda (Letonia)  | Medalla de oro     | Campo a través     |
| 2019               | Kvam (Noruega)     | Medalla de bronce  | Campo a través     |